# Schloss Zweibrüggen

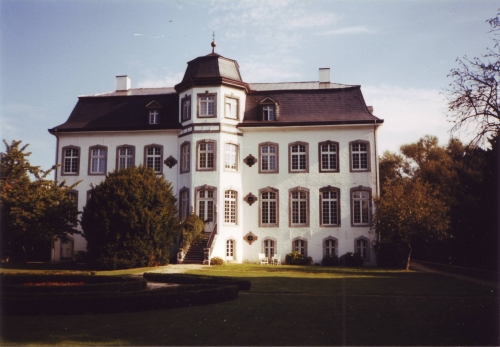
Schloss Zweibrüggen von Südwesten

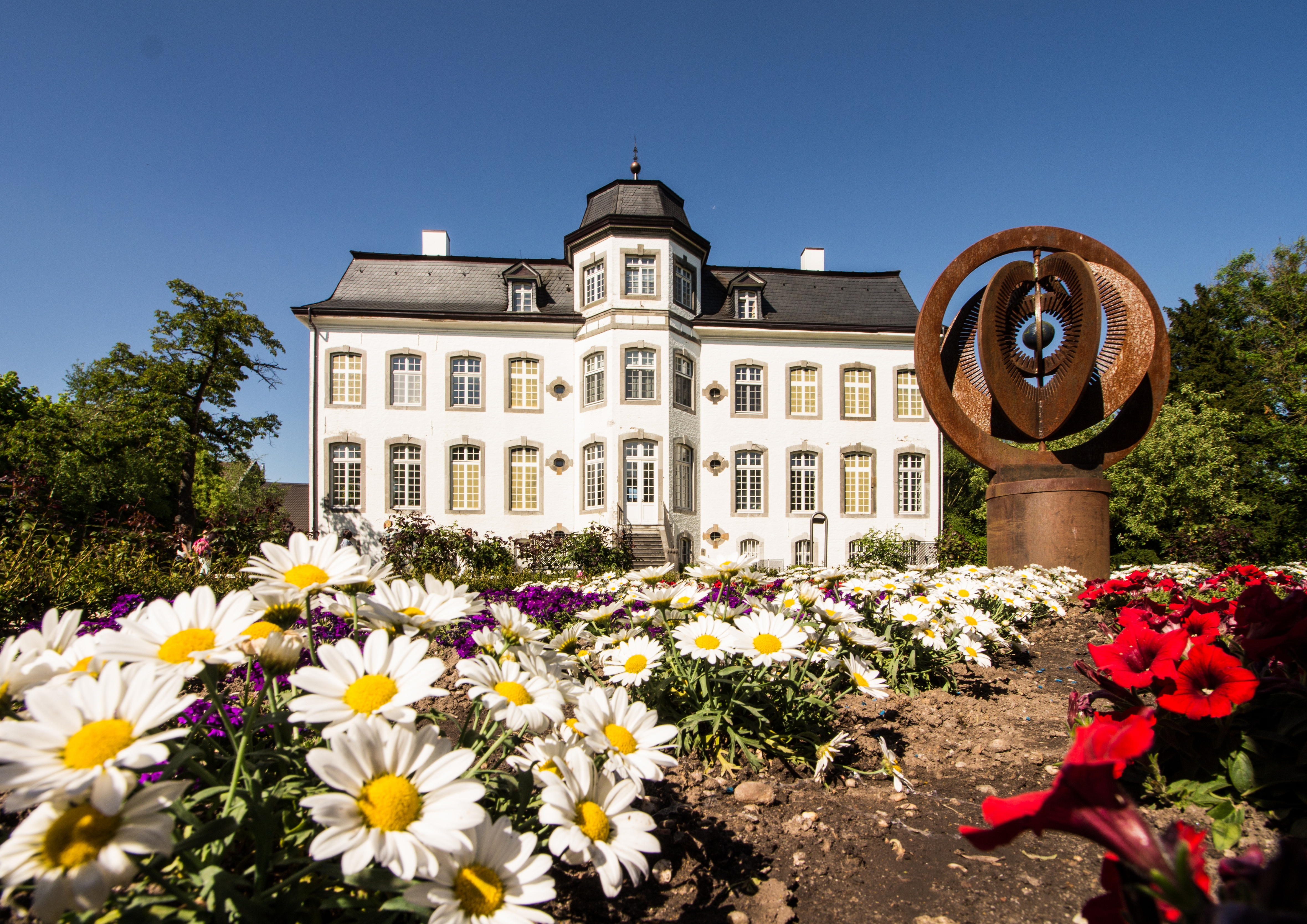
Schloss Zweibrüggen im Wurmtal

Das Schloss Zweibrüggen ist eine ehemalige Wasserburg in Übach-Palenberg, im Wurmtal zwischen den Stadtteilen Palenberg und Frelenberg gelegen.

## Geschichte

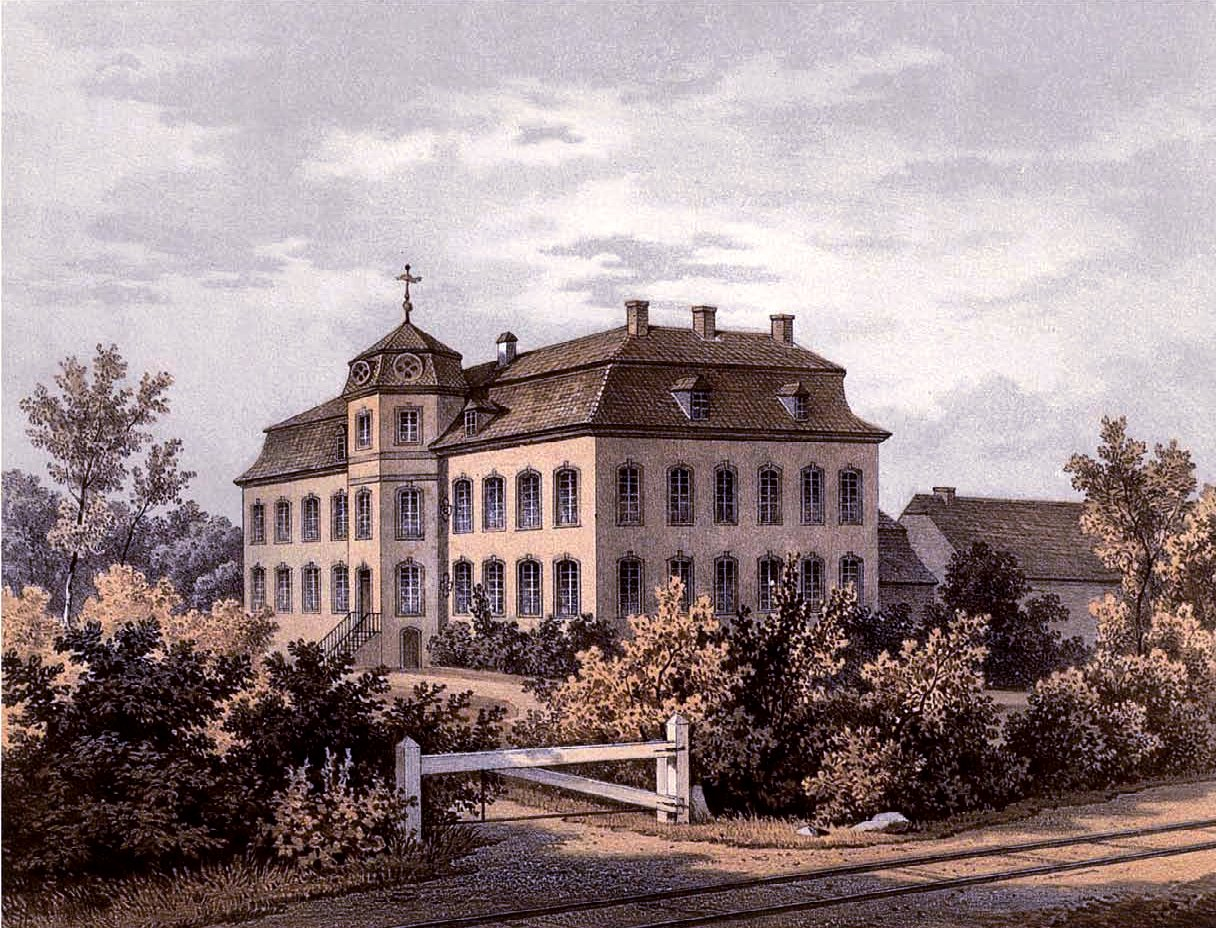
Schloss Zweibrüggen um 1860, Sammlung Alexander Duncker

Haus Zweibrüggen war Sitz eines gleichnamigen Adelsgeschlechtes. Im Jahre 1397 wurde ein Leynart von Zweibrücken urkundlich erwähnt. Im Jahre 1457 war Heinrich von Zweibrüggen Besitzer der Wasserburg. Er wurde auch 1486 als letzter seines Geschlechtes genannt.
Dietrich von der Hagen, verheiratet mit der Tochter Heinrichs von Zweibrüggen, erbte das Anwesen im Jahr 1486. Ihm folgte als Besitzer sein Schwiegersohn Nikolaus von Mirbach. Nach dessen Tod im Jahre 1552 teilten sich seine Söhne Johann und Wilhelm von Mirbach den Besitz. 1605 wurde der Sohn Wilhelms von Mirbach, Nikolaus, Besitzer von Zweibrüggen. Bereits 1648 wechselte erneut der Besitzer: Hermann von Mirbach wurde nun mit Zweibrüggen belehnt. Ihm folgte im Jahre 1676 sein Schwiegersohn Hans Wilhelm von Voß.
Zweibrüggen blieb bis 1697 im Besitz der Familie von Voß. Im Jahre 1697 wurde Wilhelm Adolf von Eys durch die Heirat mit Anna Florentina von Mirbach, Erbherrin von Zweibrüggen, Besitzer von Schloss Zweibrüggen. 1727 wurde Johann Franz Freiherr von Eys mit Zweibrüggen belehnt. Nach dessen Tod 1786 fiel der Besitz an den Amtmann von Aldenhoven, Joseph Anton von Negri, der mit der Tochter von Johann Franz von Eys vermählt war.
Die Familie von Negri blieb bis 1993 im Eigentum des Schlosses Zweibrüggen. In den folgenden Jahren wurde das Anwesen aufwendig mit Fördermitteln renoviert und gehört heute der Stadt Übach-Palenberg.

## Gebäude
Das Herrenhaus wurde 1788 durch Joseph Anton von Negri neu errichtet. Als Vorbild diente das kurfürstliche Jagdschloss Falkenlust bei Brühl. Der zugehörige Wirtschaftshof stammt mit seinen Gebäuden aus dem 16. bis 17. Jahrhundert und ist bis heute im Besitz der Familie von Negri.
In der repräsentativen zweistöckigen Eingangshalle mit Emporenrundgang finden regelmäßig Kulturveranstaltungen von klassischen Konzerten über Kunstausstellungen bis hin zu hochrangigen internationalen politischen Events wie dem Eurolog statt.
Ein bis dahin verborgener wertvoller Wandaltar wurde nach der Jahrtausendwende wiederentdeckt und ist, nachdem ihn die Stiftung der Firma Neuman & Esser renovieren ließ, heute wieder im Schloss zu besichtigen.
Im Seitenflügel des Schlosses befindet sich das Standesamt der Stadt Übach-Palenberg.

## Eurolog
Erstmals im April 2013 wurde als Vorprogramm zur jährlichen Karlspreisverleihung in Aachen im Schloss Zweibrüggen der sogenannte Eurolog als Europa-Gespräch zwischen EU-Bürgern, EU-Politikern und Eurokraten durchgeführt.